# Resa incondizionata
La resa incondizionata è il trattato secondo cui una parte accetta di arrendersi al nemico senza avanzare alcun tipo di pretesa (né territoriale, né politica, né economica o militare).

## Terminologia
La "formula" della resa incondizionata divenne nota durante la guerra di secessione dove venne codificata e imposta dal generale Ulysses Simpson Grant. Nel corso della seconda guerra mondiale, il presidente Franklin Roosevelt fece la famosa dichiarazione alla conferenza di Casablanca in cui proclamava che la "resa incondizionata" sarebbe stata imposta alle potenze nemiche Italia, Germania e Giappone.

## Definizione
Anche se la debellatio ha costituito l'esito delle due maggiori guerre del Novecento, resta vero anche in questo secolo ciò che avveniva in passato: molto spesso, le guerre si sono concluse con trattati che negoziavano condizioni di resa, in cui lo stato sconfitto chiedeva una tutela sul suo territorio, si sottoponeva al pagamento di una grossa somma in denaro o concedeva altro in cambio della cessazione delle ostilità.
Per quanto il centro della polemologia moderna sia la definizione di Clausewitz per cui la guerra “è un atto di violenza per imporre all'avversario la nostra volontà”, la negoziazione è fondamentale per il raggiungimento della pace come definita dallo stesso Clausewitz: l’accettazione da parte dei belligeranti che i risultati della guerra sono definitivi, non qualcosa che può essere alterato dalla violenza quando si presentano circostanze più favorevoli

### Differenze dalla resa condizionata
La fine della guerra frutto di una negoziazione è comunque portata avanti in modo coercitivo: essa giunge al termine solo quando due parti interagenti riescono a concordare la loro forza relativa e ad impegnarsi credibilmente in un accordo.
Per il principio di Convergenza di Slantchev, affinché ciò accada entrambi i giocatori devono avere informazioni sufficienti sui punti di forza dell'altro e su ciò che sono disposti a concedere. Una volta che le aspettative sull’esito della guerra convergono sufficientemente, si crea uno spazio di contrattazione in modo da poter raggiungere una soluzione negoziata.
Il campo di battaglia è una delle principali fonti di informazioni sul nemico: è in guerra che si scopre fino a che punto i belligeranti sono disposti a spingersi e quali possibilità hanno gli uni contro gli altri. I giocatori ritarderanno l'accordo finché non avranno informazioni sufficienti sui loro potenziali clienti. Una volta che imparano abbastanza l’uno dall’altro, la continuazione della guerra imporrebbe costi che entrambi preferirebbero evitare, e così si creerebbe un campo di negoziazione.
Secondo Slantchev, un altro modo importante per raccogliere informazioni sul proprio avversario è il modo in cui si comporta al tavolo delle trattative. "Poiché la disponibilità a parlare può essere così rivelatrice, può fornire una buona ragione per rinviare la diplomazia esplicita fino a dopo un armistizio. (...) Ad esempio, fare una richiesta irragionevole indica forza, ma la sconfitta in battaglia rivela debolezza". Con le nuove informazioni acquisite sul campo di battaglia e al tavolo delle trattative, i giocatori sono in grado di modificare le proprie aspettative sull'esito della guerra. Una volta che convergono abbastanza, si crea uno spazio di contrattazione e il conflitto può finire attraverso un accordo che eviti i costi della guerra.